# 지오시티즈
야후! 지오시티즈(Yahoo! GeoCities)는 웹 호스팅 서비스로, 현재 폐쇄되었다.
1997년도 대한민국에서 불법·유해사이트로 지정되어서 차단당한 사례가 있다.(출처:https://web.archive.org/web/20160221113706/http://freespeech.jinbo.net/white/97-4/404.htm)

## 같이 보기
- 구글 사이트
- 웹 2.0